# Portugalscy posłowie do Parlamentu Europejskiego 2004–2009
Portugalscy posłowie VI kadencji do Parlamentu Europejskiego zostali wybrani w wyborach przeprowadzonych 13 czerwca 2004.

## Lista posłów
Wybrani Partii Socjalistycznej
- Francisco Assis
- Luis Manuel Capoulas Santos
- Paulo Casaca
- Manuel António dos Santos
- Edite Estrela
- Joel Hasse Ferreira, poseł do PE od 12 marca 2005
- Emanuel Jardim Fernandes
- Elisa Ferreira
- Armando França, poseł do PE od 15 października 2007
- Ana Maria Gomes
- Jamila Madeira
- Sérgio Sousa Pinto

Wybrani z koalicyjnej listy wyborczej "Força Portugal" (Partii Socjaldemokratycznej i Centrum Demokratycznego i Społecznego – Partii Ludowej)
- Carlos Coelho
- Maria da Assunção Esteves
- Duarte Freitas
- Vasco Graça Moura
- Sérgio Marques
- João de Deus Pinheiro
- Luís Queiró
- José Ribeiro e Castro
- José Albino Silva Peneda

Wybrani z listy Unitarnej Koalicji Demokratycznej
- Ilda Figueiredo
- Pedro Guerreiro, poseł do PE od 13 stycznia 2005

Wybrany z listy Bloku Lewicy
- Miguel Portas

Byli posłowie VI kadencji do PE
- Fausto Correia (wybrany z listy PS), do 9 października 2007, zgon
- António Costa (wybrany z listy PS), do 11 marca 2005, zrzeczenie
- Sérgio Ribeiro (wybrany z listy CDU), do 13 stycznia 2005, zrzeczenie